# Ziling
Ziling (kinesiska: 紫陵, 紫陵镇) är en köping i Kina. Den ligger i provinsen Henan, i den centrala delen av landet, omkring 90 kilometer nordväst om provinshuvudstaden Zhengzhou. Antalet invånare är 25 295. Befolkningen består av 12 682 kvinnor och 12 613 män. Barn under 15 år utgör 17,0 %, vuxna 15-64 år 74 %, och äldre över 65 år 8,0 %.
Genomsnittlig årsnederbörd är 693 millimeter. Den regnigaste månaden är juli, med i genomsnitt 183 mm nederbörd, och den torraste är december, med 3 mm nederbörd.